# Monster World IV
Monster World IV est un jeu vidéo de plates-formes comportant quelques aspects RPG développé par Westone et édité par Sega sur Mega Drive en 1994.
Il a par la suite été porté sur la console virtuelle de la Wii. Depuis le 23 mai 2012, il est également disponible en téléchargement sur le Xbox Live Arcade et le PlayStation Network et comprend des succès, de nouvelles épreuves, des classements et des sessions de jeux à enregistrer et à télécharger. Le jeu a ensuite été porté sur PS4 et Switch en 2021, et a bénéficié d'un remake intitulé Wonder Boy: Asha in Monster World sorti le 28 mai 2021 sur ces mêmes plates-formes.